# Corriente pulsatoria

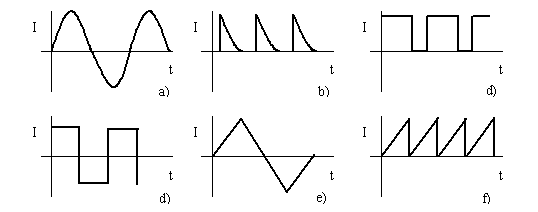
Ondas de régimen periódico: a) Senoidal, b) Impulsos positivos, c) Rectangular de impulsos positivos, d) Cuadrada, e) Triangular, f) Diente de sierra.

La corriente pulsatoria es una corriente continua que sufre cambios regulares de magnitud a partir de un valor constante. Los cambios pueden ser en intensidad o en tensión. Estos cambios o pulsos son siempre en el mismo sentido de la corriente. Por eso todos los tipos de corrientes alternas, ya sean cuadradas, sinusoidales o en sierra no son pulsatoria.
En la figura de la derecha pueden observarse algunos ejemplos de ondas de distintas corrientes periódicas. Los tipos a, d y e son corrientes alternas y b, c y f son pulsatorias.